# Espionagem nuclear
Espionagem nuclear é uma modalidade de espionagem no qual um país procura obter de outro segredos sobre armamentos ou tecnologia do ciclo de produção da energia nuclear.
Teve início na II Guerra Mundial com a posterior corrida armamentista e criação das agências de espionagem das duas grandes potências antagonistas resultantes do conflito — Estados Unidos e União Soviética — com o uso de informações obtidas através de informantes pagos, agentes duplos, interceptação de comunicação e outras formas de vigilância.

## Primórdios: II Guerra Mundial

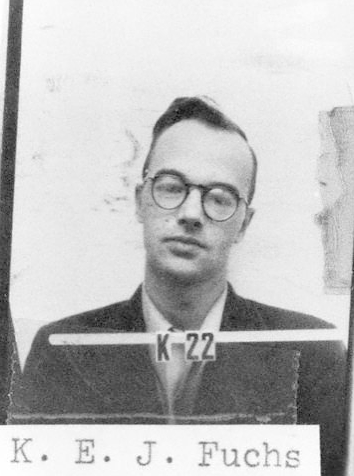
Klaus Fuchs é considerado o mais importante espião no projeto Manhattan.

Em Londres a contrapartida do projeto Manhattan se desenvolvia no Laboratório Cavendish, em Cambridge; em 1938 o cientista austríaco Engelbert Broda, então com vinte e oito anos, comunista engajado na luta contra o regime nazista (que o prendera por duas vezes) mudou-se para o Reino Unido e, apesar das resistências do serviço secreto (MI5), foi considerado valioso demais para que fosse rejeitado na contraparte britânica do projeto Manhattan, de modo que foi contratado em 1941 sem ter acesso "à parte mais secreta" dos trabalhos; em um ano no Cavendish Broda enviou o primeiro pacote de informações à KGB; o projeto soviético de espionagem atômica recebera o nome código de "Enorme", e ali o austríaco tivera o codinome de "Eric", tornando-se um dos principais espiões — agindo sempre de forma graciosa, recusando pagamento pelo serviço pois o fazia em nome da ideologia comunista; embora o MI5 controlasse toda sua vida, seu trabalho de informação não foi descoberto até que, setenta anos depois do final da Guerra os dados da KGB foram acessados por um pesquisador russo.
O compartilhamento das informações do Manhattan com os britânicos fez com que a União Soviética tivesse no Reino Unido a sua principal fonte de dados nucleares; além de Broda, atuou ali como espião John Cairncross (codinome "Liszt", delatado em 1990) do MI6,  Melita Norwood ("Tina") descoberta em 1999 ou o físico Allan Nunn May, descoberto em 1946 e condenado a dez anos de cadeia. Broda passou aos russos, dentre outras informações, as plantas para o primeiro reator do projeto Manhattan, e se converteu na mais importante fonte soviética sobre o programa nuclear estadunidense até que, em 1948, voltou para a Áustria onde se tornou professor e passou o resto da vida sem ter sido jamais descoberto, havendo sido um dos nomes de referência do movimento pacifista de Pugwash, originado a partir do manifesto Russell-Einstein, morrendo em 1983.
Até a descoberta de Broda o mais importante espião soviético descoberto foi Klaus Fuchs; físico alemão perseguido pelo nazismo, Fuchs imigrou para o Reino Unido até ser integrado no projeto Manhattan, vindo a trabalhar em Los Alamos até 1950, sendo considerado pelos estadunidenses como a pessoa que possibilitou aos russos o desenvolvimento, em 1949, de sua primeira bomba atômica; Fuchs fugiu para a extinta Alemanha Oriental, onde morreu em 1988.

## Guerra Fria
Com o final da II Guerra Mundial os países ocidentais foram surpreendidos com a notícia divulgada um mês depois do primeiro teste com a bomba atômica realizado pela União Soviética, provocando nos Estados Unidos um grande choque que fez com que o governo imediatamente acusasse a potência rival de ter conseguido a proeza mediante espionagem, bem como com isto tranquilizar o constrangimento doméstico no meio político e tecnológico e os "analistas ocidentais, relutantes em admitir a experiência soviética, também foram rápidos em sugerir que espiões atômicos devem ter possibilitado o sucesso" dos russos.
A agência de inteligência estadunidense, CIA, fora criada com a promessa de evitar surpresas no desenvolvimento tecnológico nuclear por outros países, e havia feito uma previsão (mais tarde considerada ridícula) de que os soviéticos somente desenvolveriam a tecnologia necessária para construir um artefato atômico em dez ou vinte anos — de tal forma que a própria Agência ficou em pânico com a detonação "precoce" em 1949; ao culpar a espionagem, entretanto, a CIA conseguiu não apenas sobreviver ao seu fracasso, como pode expandir-se.
Durante o período pós-guerra a República Popular da China se manteve à margem das disputas entre União Soviética e Estados Unidos, mantendo um arsenal nuclear defensivo de dissuasão mínima, havendo até 1999 realizado apenas cinquenta testes de explosões atômicas contra mil e cem dos EUA.

## Pós-Guerra Fria
Em 1999 foi informado pelo Senado dos Estados Unidos que um cientista de origem chinesa, Wen Ho Lee, havia passado à China segredos militares sobre a miniaturização dos componentes ponteiros de mísseis nucleares, durante o governo Bill Clinton, embora Pequim negasse a informação. Apesar de uma "histeria" ocorrer nos EUA em relação aos chineses no final de século, 
No ano 2000 o jornal The Washington Post publicou uma matéria onde revelava que cientistas atômicos estadunidenses haviam sido alvos de setenta e cinco tentativas de espionagem nuclear, e agências recomendaram a não subestimar as viagens de tais especialistas a países tidos como fora de suspeita, como França e Reino Unido, bem como a necessidade de autorização especial para viagens à China, Rússia e Paquistão. Neste ano ocorrera o desaparecimento de dois discos rígidos contendo informações secretas do programa nuclear do laboratório de Los Alamos, mais tarde recuperados sem comprovação de que tenham sido alvo de espionagem, mas que colocaram em cheque o secretário de energia, Bill Richardson.

### Século XXI
Em 2004 o governo iraniano deteve dez pessoas acusadas de espionarem a Organização de Energia Atômica do país para agentes dos serviços secretos estadunidense (CIA) e israelense (Mossad).
Em 2008 o engenheiro estadunidense Ben-Ami Kadish foi preso sob acusação de repassar segredos nucleares para Israel entre os anos de 1979 a 1985.
Em 2010 os Estados Unidos anunciaram que, após uma investigação iniciada em 2008, haviam prendido o físico argentino Pedro Leonardo Mascheroni e sua esposa Marjorie Roxby Mascheroni (ele na época com 75 anos e ela com 57) por venderem supostos segredos nucleares a um agente do FBI que se fazia passar por agente venezuelano (e sem qualquer efetiva participação do governo desse país); Mascheroni recebera um adiantamento de vinte mil dólares por um disco que continha dados sigilosos do laboratório de Los Alamos onde ambos haviam trabalhado e garantira ao falso agente caribenho que por oitocentos mil dólares e cidadania venezuelana forneceria dados que tornariam o país capaz de produzir plutônio numa base subterrânea, e energia nuclear numa usina na superfície; pelo crime, ambos estavam sujeitos à pena de prisão perpétua.

## Impacto cultural
A espionagem nuclear gerou uma grande quantidade de filmes tendo por mote a disputa da tecnologia atômica; séries como James Bond e outros heróis, fizeram parte da filmografia ocidental tendo por temática a proteção contra o vazamento de dados e tráfico de artefatos nucleares; o personagem criado por Ian Fleming teve uma existência duradoura justamente pelo temor gerado durante a Guerra Fria.